# Johannes Stöffler
Johannes Stöffler (tudi (Johann) Stöfler), nemški matematik, astronom, astrolog in duhovnik, * 10. december 1452, Justingen pri Blaubernu, Baden-Württemberg, Nemčija, † 16. februar 1531, Blauberen.

## Mladost in študij
Stöffler je končal samostansko šolo v Blaubernu. 21. aprila 1472 se je vpisal na novoustanovljeno Univerzo v Ingolstadtu, kjer je septembra 1473 prejel diplomo in januarja 1476 magisterij.

## Službovanje in znanstveno delo
Po študiju je dobil mesto v justingenski župniji. Poleg duhovniških obveznosti se je ukvarjal z astronomijo, astrologijo in z izdelavo astronomskih inštrumentov, ur in nebesnih globusov. Dopisoval si je z vodilnimi renesančnimi humanisti, na primer z von Reuchlinom (1455–1522). Zanj je izdelal ekvatorij in pisal horoskope.
Leta 1507 je na pobudo vojvode Ulrika Württemberškega zasedel novoustanovljeno stolico za matematiko in astronomijo na Univerzi v Tübingenu. Tu se je izkazal kot odličen predavatelj in z izdajanjem knjig. Leta 1522 so ga izvolili za rektorja. Njegova najbolj znana učenca sta bila Melanchthon (1497–1560) in Münster (1488–1552).
V tem času je leta 1530 izbruhnila epidemija črne kuge, tako da so morali prestaviti univerzo na podeželje. Odšel je v Blauberen, kjer je za posledicami te bolezni umrl. Pokopali so ga v grobnici stolne cerkve (Stiftskirche) v Tübingenu.
Stöffler je napovedal konec sveta na dan 11. februarja 1524 v znamenju Rib zaradi velike vezave planetov. Temu je nasprotoval kardinal Middelburg.

## Priznanja

### Poimenovanja
Po njem se imenuje udarni krater na Luni Stöfler. Njegovi Lunini koordinati sta 41,1° južno; 6,0° vzhodno, premer 126 km in globina 2,8 km. Prav tako se po njem imenuje asteroid glavnega asteroidnega pasu 4283 Stöffler.

## Dela
- 1493 – nebesni globus za konstanškega škofa. Ta njegov najpomembnejši izdelek hranijo v Germanskem narodnem muzeju (Germanisches Nationalmuseum (GNM)) v Nürnbergu,
- 1496 – astronomska ura za cerkvenega poslanika Konstanza,
- 1498 – nebesni globus za wormškega škofa,
- 1499 – almanah Almanach nova plurimis annis venturis inserentia, objavljen v sodelovanju z astronomom Jakobom Pflaumom iz Ulma, kot nadaljevanje Regiomontanovih efemerid. Almanah so veliko uporabljali. Do leta 1551 je doživel 13 izdaj in je zelo vplival na renesančno astronomijo,
- 1512 – knjiga o izdelavi in uporabi astrolaba Elucidatio fabricae ususque astrolabii, objavljena v 16. izdajah do leta 1620,
- 1514 – astronomske tabele Tabulae astronomicae,
- 1518 – predlog koledarske prenove Calendarium romanum magnum, ki so ga upoštevali pri izdelavi gregorijanskega koledarja.